# ماريا فيودوروفنا (صوفي دوروتيا فورتمبيرغ)
ماريا فيودوروفنا (بالألمانية: Sophia Marie Dorothea Auguste Luise von Württemberg) ‏ (1759–1828) أصبحت إمبراطورة روسيا باعتبارها الزوجة الثانية للإمبراطور بافل الأول. أسست مكتب مؤسسات الإمبراطورة ماريا.
ابنة الدوق فريدرش أوجين من فورتمبيرغ والأميرة فريدريك من براندنبورغ-شفيدت، كانت صوفي دوروثيا تنتمي إلى فرع صغير من آل فورتمبيرغ ونشأت في مونتبيليار، وتلقت تعليمًا ممتازًا في عصرها، بعد أن أصبح الدوق الأكبر بول (بافل الأول إمبراطور روسيا في المستقبل) أرملًا في عام 1776، اختار فريدرش الثاني ملك بروسيا (خال والدتها) والإمبراطورة كاثرين الثانية الروسية صوفي دوروثيا كمرشحة مثالية لتصبح زوجة بافل الثانية، على الرغم من شخصية خطيبها الصعبة، فقد طورت علاقة طويلة وسلمية مع بافل وتحولت إلى الكنيسة الأرثوذكسية الروسية في عام 1776، واعتمدت اسم ماريا فيودوروفنا، خلال فترة حكم حماتها الطويلة (1762-1796)، انحازت إلى زوجها وفقدت المودة الأولية التي كانت تحملها الإمبراطورة الحاكمة تجاهها، كان الزوجان مستبعدين تمامًا من أي نفوذ سياسي، حيث كانت الأم والابن لا يثقان ببعضهما البعض، وأُجبرا على العيش في عزلة في قصر جاتشينا، حيث أنجبا العديد من الأطفال معًا.
بعد أن اعتلى زوجها العرش الروسي عام 1796، كان لماريا فيودوروفنا تأثير كبير ومفيد خلال فترة حكمه التي استمرت أربع سنوات، في ليلة اغتيال بافل الأول (23 مارس [11 مارس حسب التقويم الشرقي] 1801)، فكرت في المطالبة بالعرش كما فعلت حماتها، لكن ابنها الإمبراطور المستقبلي ألكسندر الأول ثنيها عن ذلك، بدلًا من ذلك وأسست الأسبقية التي بموجبها تتفوق الإمبراطورة الأم على زوجة الملك الحاكم، وهو نظام فريد من نوعه في البلاط الروسي. أسست ماريا فيودوروفنا الذكية والهادفة والنشطة جميع المؤسسات الخيرية في الإمبراطورية الروسية وأدارتها، وأعادت تصميم قصور غاتشينا وبافلوفسك، وشجعت الروابط الأجنبية الموجهة ضد نابليون بونابرت ملك فرنسا، غالبًا ما كانت تقدم المشورة السياسية لأطفالها الذين كانوا يحترمونها كثيرًا، حزنت العائلة الإمبراطورية بشدة على وفاتها، واعتبرها خلفاؤها قدوة.

## طفولتها
ولدت صوفي ماري دوروثيا أوغست لويز في 25 أكتوبر 1759 في شتيتين، مملكة بروسيا (بولندا حاليًا)، كانت الابنة الكبرى لثمانية أطفال ولدوا لفريدرش الثاني أويجن، دوق فورتمبيرغ، والأميرة فريدريكه من براندنبورغ شفيدت، ابنة أخت الملك فريدريك الثاني ملك بروسيا. في عام 1769، أقامت عائلتها في القلعة العائلية في مونتبيليار، التي كانت آنذاك جيبًا لدوقية فورتمبيرغ، وهي اليوم جزء من فرانش كونتيه. كان مقر إقامة العائلة الصيفي يقع في إيتوبس.
لم تكن مونتبيليارد مقرًا للفرع الصغير من بيت فورتمبيرج فحسب، بل كانت أيضًا مركزًا ثقافيًا يرتاده العديد من الشخصيات الفكرية والسياسية. كان تعليم صوفي دوروثيا أفضل من المتوسط، لدرجة أنها طورت مهاراتها بحماس كبير. بحلول سن السادسة عشرة، كانت على دراية جيدة بالرياضيات والهندسة المعمارية، فضلًا عن إتقانها للغات الألمانية والفرنسية والإيطالية واللاتينية. نشأت وفقًا لآداب السلوك الفرنسية كعادة ذلك العصر، ولكن ببساطة البرجوازية الألمانية. كانت معروفة بتفكيرها وترتيبها وقوتها وثباتها ولطفها.
في عام 1773، كانت صوفي دوروثيا من بين مجموعة الأميرات الألمانيات اللاتي اعتُبِرن زوجات محتملات لوريث العرش الروسي، القيصر المستقبلي بافل الأول. ومع ذلك لم تكن صوفي قد بلغت الرابعة عشرة من عمرها في ذلك الوقت، وبالتالي تم اختيار فيلهلمينا لويزا من هسن-دارمشتات، وهي أميرة في سن أكثر ملاءمة، بدلًا منها في سن السادسة عشرة، أصبحت صوفي دوروثيا طويلة القامة وذات جسم ممتلئ وخدين ورديين وشخصية مشرقة، على الرغم من قصر نظرها الشديد وميلها إلى السمنة، أصبحت مخطوبة للأمير لودفيغ من هسن شقيق زوجة تساريفيتش الأولى.